# Ils s'aiment (chanson)
Pour les articles homonymes, voir Ils s'aiment.
Singles de Daniel Lavoie
Roule ta boule
(1984) Tension Attention
(1984)
Ils s'aiment est une chanson composée par Daniel Lavoie et Daniel DeShaime et interprétée par Daniel Lavoie. D'abord parue en 1983 sur l'album Tension Attention, elle sort en single l'année suivante en France et au Québec.

## Historique

### Création
Concernant la genèse de la chanson, Lavoie raconte qu'un jour par accident il a vu « les deux adolescents qui marchaient dans les décombres de Beyrouth » à la télévision et cela l'a bouleversé et immédiatement lui a donné une idée pour la chanson. Selon Lavoie, il a eu du mal notamment pour la version française, car elle était d'abord une chanson en anglais.

« La musique est venue très facilement. Je pianotais depuis des heures sans arriver à quoi que ce soit et puis les notes se sont glissées sous mes doigts, les paroles se sont enchaînées. En une heure, tout était fini mais en anglais. Quand il a fallu le refaire en français, j'ai écrit une cinquantaine de versions différentes. je n'étais jamais content. Et puis, quelqu'un m'a dit : "Pourquoi tu n'appellerais pas ça "Ils s'aiment", simplement. Dans le texte anglais il y a déjà une histoire d'amour, mais là je trouvais ça vraiment trop mélo. Il m'a fallu des mois pour arriver à la chanter. Et puis, je me suis aperçu que tout ça n'avait vraiment aucune importance. »

— Daniel Lavoie, juin 1985.
Dans une autre interview, il ajoute :

« Ils s'aiment n'est pas une chanson pessimiste. Il est facile de s'en rendre compte en écoutant le texte. Évidemment, la musique vous prend "aux tripes" et c'est tout à fait l'effet que je désirais. En ce sens c'est une réussite. Si l'on est ému en l'entendant, mon but est atteint. Mais le texte est très important aussi. Il signifie, si l'on a mal compris, qu'il ne faut pas empêcher les jeunes de croire en l'avenir, en la vie. Le monde des adultes ôte leurs illusions aux enfants. J'ai beaucoup discuté avec des jeunes adolescents aux États-Unis ou en Europe, et j'ai retenu une réflexion commune à tous : pour eux, l'avenir n'existe pas. Ils vivent au jour le jour, et n'imaginent pas passer l'âge de trente ans. La bombe atomique fait partie de leur vie. Sans leur faire peur, elle leur ôte toute possibilité de rêver à l'avenir. Et les adultes entretiennent cette situation. Ma chanson est un cri. »

— Daniel Lavoie, 1984.

### Accueil
Ils s'aiment marque une étape importante dans la carrière de Daniel Lavoie, puisqu'il s'agit de son premier grand succès commercial en France. En effet, après plusieurs albums sorti dans l'Hexagone sans énorme succès public, le titre se classe deuxième du Top 50 des meilleures ventes de singles en France, où il sera certifié disque d'or pour 500 000 exemplaires vendus. Le nombre total de singles vendus a dépasse les deux millions d'exemplaires au Québec (où il est classé 1er ) et en Europe. Il deviendra par la suite un des grands classiques de l'auteur-compositeur-interprète canadien. En 1985, elle a remporté un Midem d'or à Cannes.

## Reprises
Ils s'aiment a aussi paru en versions anglaise, espagnole et portugaise.
Cette chanson est devenue un standard, reprise, entre autres, par :
- Sofia Mestari
- Céline Dion
- Diane Dufresne
- Catherine Lara
- Lara Fabian
- Anthony Kavanagh
- Herbert Léonard
- Isabelle Boulay
- Bruno Pelletier
- Nancy Arnaud
- Michèle Bernard
- David Hallyday
- Robert Charlebois
- Éric Lapointe
- Hélène Ségara
- Julie Pietri
- Lââm
- The Lost Fingers
- Fabienne Thibeault
- Vincent Niclo et Les Prêtres Orthodoxes

- Brice Conrad (Compilation Les Enfants du Top 50).

En d'autres langues:
- Ana Belen (Ellos se aman, espagnol)
- Richard Cocciante (Amarsi come prima, italien)
- Paulo Gonzo (Ridiculous Love, anglais)
- Ramses Shaffy (Regenboog, néerlandais)
- Benny Neyman (en) (Dwalen, néerlandais)
- Aleksandr Marakulin (ru)

## Dans la culture
Sauf indication contraire, les informations mentionnées dans cette section peuvent être confirmées par le générique de fin de l'œuvre audiovisuelle présentée ici, ainsi que par la base de données cinématographiques IMDb,  présente dans la section « Liens externes ».
- 2012 : À perdre la raison - bande originale